# کوهستان (بهشهر)
کوهستان (به مازندرانی: کوسان) یکی از روستاهای شرقی استان مازندران، واقع در بخش مرکزی شهرستان بهشهر است و در ۵ کیلومتری جاده بهشهر به ساری قرار دارد. مردم کوهستان از قومیت تبری هستند. مردم کوهستان به زبان تبری (مازندرانی) سخن می‌گویند.
عالم ربانی، فقیه صمدانی، علامه، آیت الله حاج شیخ محمد کوهستانی از معروف‌ترین چهره‌هایی این روستا می‌باشد.
این روستا ۲۶ شهید را در انقلاب و جنگ تحمیلی به کشور تقدیم نموده است.

## جاذبه‌های گردشگری
این روستا دارای آثار بسیار تاریخی می‌باشد.
قلعه شاه نشین، بقعه سادات بابلکانی ،آتشکده کاووس، کوسان چشمه، بیت آیت الله کوهستانی، گلدسته تاریخی، محراب مسجد جامع، دره نَمداری، خانه تاریخی حاج کوسانی، تپه کش، درِه پِی، گت تپه کش، از جمله اماکن تاریخی و توریستی این روستا هستند.
حوزه علیمه آیت الله کوهستانی روستای کوهستان با قدمتی نزدیک به یک قرن یکی از معروف‌ترین حوزه‌های جهان شیعه به‌شمار می‌آید که امروزه بازدید کنندگان زیادی از سراسر کشور دارد.
وجود چشم‌اندازهای زیبا
جنگل هیرکانی نیز موقعیت ویژه ای به این روستا داده است.

## آئین‌های ملی
آئین مجمع گذاری و اطعام دهی سنتی روستای کوهستان شهره ملی دارد. این مراسم با اسناد موجود قدمتی نزدیک به سه قرن دارد و در فهرست میراث فرهنگی و معنوی (میراث فرهنگی ناملموس) ملی ایران در وزارت میراث فرهنگی و گردشگری کشور به ثبت رسید.
این مراسم سنتی در شبهای محرم در روستا برگزار شده و سالانه از جای جای ایران افراد زیادی برای حضور در این مراسم حضور پیدا می‌کنند.
این سنت جزو ده سنت برتر آئین عاشورایی کشور نیز برشمرده می‌شود.
از دیگر مراسم‌های معروف این روستا دورخوانی سنتی قرآن بعد از افطار در حسینیه کوهستان است.
مراسم علم بندان و علم گردانی سنتی روستای کوهستان که در روز هفتم محرم برگزار می‌گردد از دیگر جاذبه‌های توریستی مذهبی این روستا است.

## صنعت و مشاغل
کوهستان یکی از صنعتی‌ترین روستاهای منطقه محسوب می‌شود و در این زمینه هم زبانزد است.
وجود بیش از بیست مرغداری مرغ مادر، اجداد و گوشتی، دانشگاه آزاد اسلامی، معدن سنگ، کارخانه شن و ماسه، کارخانه سنگ‌شکن، کارخانه سنگ آنتیک و مرمر، کارخانه بتن آماده، گارگاه مصنوعات فلزی، بتنی، چوبی، صنایع در و پنجره UPVC، پمپ بنزین، کارگاه تولیدی پوشاک، رستوران اکبر جوجه، تالار و رستوران اشرفی، کارگاه تولیدی ماشین آلات کشاورزی، تالار نفیس، بزرگ‌ترین گلخانه کاکتوس مادر شمال کشور، گلخانه گل‌های تزئیی، مرکزتوانبخشی امیدواران کوهستان، رستوران آوین، مرکز باز توانی و ترک اعتیاد و … این روستا را نسبت به سایر روستاها متمایز نموده.

## امکانات و مراکز خدماتی
این روستا بواسطه شهرت و قدمتی که دارد تقریباً بیش از ۹۵ درصد جاده و کوچه‌های آن آسفالت است.
- تکیه بزرگ کوهستان
- مسجد جامع آیت الله کوهستانی
- حسینیه آیت الله کوهستانی
- زینبیه
- مسجد امام رضا (درحال ساخت)
- پست بانک کوهستان
- زمین چمن فوتبال
- مجموعه ورزشی چند منظوره (درحال احداث)
- مرکز مخابرات مرحوم سید احمد حسینی کوهستانی
- خانه بهداشت
- صندوق قرض الحسنه
- مدرسه محمودزاده
- مدرسه شهید شیرآقایی
- مدرسه نمونه مردمی مرحوم صفری
- مهد قرآنی مائده‌های آسمانی
- دو دستگاه خودپرداز
- دفتر شورای حل اختلاف
- ساختمان دهیاری و شورای اسلامی
- حوزه علمیه

## کتابهای چاپ شده
- بر قله پارسایی
- کبیر کوهستان
- کوسان در چشم تاریخ (دو جلد)
- پای گلدسته کوهستان
- پارسای کوهستان
- آئینه معرفت
- شاگردان مکتب کوهستان
- از کوهستان تا اروند

## کشاورزی و دامپروری
انار پرآوازه‌ترین محصول ارگانیک این روستاست. مرکبات، برنج، گندم، سیفی جات، عسل، دامداری و دامپروری از مهم‌ترین محصولات کوهستان بشمار می‌آید.

## موقعیت جغرافیایی
این روستا در منطقه‌ای واقع شده است که شامل روستاهای کلت، گرجی‌محله، آسیاب‌سر، کوهستان، و تروجن به‌علاوه شهر رستم‌کلا می‌باشد. آثار یافت شده و موجود در این منطقه به دوران بسیار دوری برمی‌گردد؛ از جمله غار تاریخی هوتو و کمربند و آثار قلعه‌های پیش از اسلام و قبرستان و آتش‌کده قبل از اسلام و گوهرتپه می‌توان نام برد.

## کوهستان در تاریخ
منطقهٔ «کوسان» یا روستای کوهستان فعلی، دارای قدمت بسیار زیادی است و تاریخ آن به قبل از اسلام و حتی قبل از تاریخ بر می‌گردد. کوسان بی نقطه بر وزن سوزان نام شخصی بوده نائی و نی نواز که در زمان یکی از سلاطین قدیم می‌زیست و کوسان نوعی از خوانندگی را نیز گویند.
به‌طور کلی ناحیه جنوبی دریای مازندران به ویژه اطراف بهشهر از گذشته بسیار دور از اهمیّت سیاسی، تاریخی و نظامی فوق‌العاده‌ای برخوردار بوده است. بررسی و کاوش‌هایی که در سواحل دریای مازندران مانند غارِ هوتو و غار کمربند، که نزدیک آبادیِ «شهید آباد» (تروجن) که در کوسان قرار دارد، انجام گرفته، قدمت این ناحیه را به دوره غارنشینیِ بشر رسانده است.
بنا بر گواهی تاریخ، قریه‌ای که اکنون به کوهستان معروف است زمانی «طوسان» نام داشت که به دست «طوس نوذر» که از خاندان «کیانیان» بوده بنیاد شده است.
و سبب بنایش را آن دانند که طوس نوذر فرمانده لشکر «کیخسرو» بود که در امور سلطنتی همواره کار شکنی می‌نموده و با «فریبرز» پسر «کیکاوس» هم آهنگی نشان می‌داد، از این رو هنگامی که کیخسرو بر حریفان خود غالب شد با جمعی از آل نوذر به جانب طبرستان روانه شد و مدتی را در بیشه «ناروَن»، که یکی از نواحی طبرستان بود، پناه گرفت و چندی بعد قصبه‌ای در «پنجاه هزار» در محلّی که معروف به کوسان بود، ساخت و آن را «طوسان» نامید. بعد از حمله اعراب و مسلمانان به سرزمین ایران «باو» نوه «کیوس» از یزدگرد سوم در ری جدا شد و به کوسان رفت و ظاهراً قصد داشت پس از جمع‌آوری سپاه به یزدگرد بپیوندد و با مسلمانان نبرد کند ولی به این آرزوی خود نرسید زیرا که یزدگرد به سرزمین خراسان رسید و در همان‌جا کشته شد. آنگاه که جریان قتل یزدگرد به گوش وی رسید در آتشکده کوسان گوشه نشینی اختیار کرده و با سر تراشیده به نیایش و عبادت مشغول شد.
طوسان طوسان (اِخ) نام محلی که برحسب روایت، طوس نوذر سردار کیخسرو ساخت در محلی که کوسان نام داشت و آن در ناحیهٔ پنجاه هزار مازندران است. (کتاب مازندران و استراباد رابینو فصل۷ ص۱۶۰ بخش انگلیسی)
کوسان (اِخ) نام قصبه ای باشد از مازندران (برهان)(ناظم الاطباء) همان کوس (آنندراج) همان کوس یعنی قصبهٔ مازندران (فرهنگ رشیدی)
رابینو آرد:دِه کوسان که کنار رودخانه کوسان در چهار میلی غربی اشرف می‌باشد. ابن اسفندیار می‌نویسد: کوسان در پای قلعهٔ آب دارا واقع بود. این قلعه بدون شک همان قلعهٔ دارا (دز دارا) است که نزدیک آن قریه مرزن آباد واقع بوده و گفته‌اند طوس نوذر که فرمانده لشکر کیخسرو بود قصبه ای در پنجاه هزار ساخت در محلی که معروف به کوسان بود آن را طوسان نامید. محل قلعه ای که او ساخته بود هنوز تا زمان ابن اسفندیار در هنگامی که لومان دون خوانده می‌شد معلوم بود. کیوس جد باو (باقر) در این نقطه آتشکده ای ساخت. کوسان در قرن نهم هجری اقامتگاه سادات بابلکانی بود. (مازندران و استرآباد رابینو ترجمهٔ وحید مازندرانی ص۲۱۵) از آثار به جای مانده تاریخی به دست می‌آید که مردم طبرستان در زمان ساسانیان پیرو دین زرتشت بوده‌اند. در کوهستان نیز آتشکده‌ای از دوره ساسانیان به جا مانده است که بنای آن را به «کیوس جدباو» نسبت داده‌اند. در زمان قبادِ ساسانی چند جای از مازندران و طبرستان آباد شد و از آن جمله آتشکده شهر کوسان بود که به دست کیوس فرزند بزرگ قباد و برادر انوشیروان در موقع حکمرانی او در قسمت طبرستان و مازندران بنیاد گردید. نقطه‌ای که آتشکده ساخت هنوز بقایای آن در روستای کوهستان (وجود دو قلعه تاریخی در ضلع جنوبی) باقی است و به همان نام خوانده می‌شود.

## چهره‌ها و شخصیت‌های برجسته
- علامه آیت الله حاج شیخ محمد کوهستانی
- آیت الله محمد اسماعیل کوهستانی
- حجت الاسلام عبدالکریم کوهستانی
- حجه السلام عبدالنبی داوری کوهستانی
- میر ابوالقاسم حسینی کوهستانی
- حجه الاسلام میر رحیم حسینی کوهستانی
- حجه الاسلام سید حسن حسینی کوهستانی
- حجه الاسلام سید رسول حسینی کوهستانی
- فرضعلی کاظمی
- محمد حیدری
- محمد حسن معصومی کوهستانی خسرو معصومی
- فرج اسدی
- علی فاضلی
- محمدعلی قاجار کوهستانی
- علی نقی قاجار کوهستانی
- سیدعلی بابا حسینی کوهستانی
- محمد کاظم اسدیان کوهستانی
- سید ابوالقاسم حسینی کوهستانی
- حجه الاسلام محمد شریف حسینی کوهستانی
- نصرت‌الله محمودزاده
- حسینعلی شیرآقایی
- یدالله مقدسی
- غلامعلی شیرآقایی
- سید احمد حسینی کوهستانی
- اعظم السادات حسینی کوهستانی
- علی قاجار کوهستانی
- قاسمعلی قاجار کوهستانی
- محمد جعفر شیرآقایی
- محمدرضا باقری کوهستانی
- حمیدرضا قاجار کوهستانی
- محمدجواد داوری کوهستانی
- سید مسعود حسینی کوهستانی
- محمدصادق قاجار کوهستانی
- نبی الله احمدنژاد
- محمدکاظم قاجار کوهستانی